# Carlo Siber Millot
Carlo Siber Millot (...) è un imprenditore e scrittore svizzero autore di una serie di pubblicazioni aventi per oggetto l’industria molitoria.

## Biografia
In mancanza di dati anagrafici si sa solo che il Cavaliere Carlo Siber Millot fece parte della direzione della neo costituita Società Anonima Meccanica Lombarda, subentrata  il 18 aprile 1901 alla ex Ditta Alfredo Zopfi & C. specializzata nella costruzione di mulini per la macinazione meccanica dei cereali. Attività proseguita in un primo tempo dalla nuova società SAML e successivamente convertita nella produzione bellica di aeroplani.

In mancanza di dati certi si può ipotizzare che Carlo Siber Millot, dato lo specifico tema delle sue pubblicazioni tradotte anche all'estero, avesse fatto parte della cessata Ditta Alfredo Zopfi & C., azienda che durante la sua attività costruì e/o attrezzò centinaia di mulini in Italia e all'estero ottenendo numerosi riconoscimenti anche internazionali.

## Opere
- Dal catalogo della Biblioteca Nazionale Centrale di Firenze[1]
- 1897 -  L'industria dei molini, costruzione, impianti, macinazione  – editore  U. Hoepli Milano
- 1907 -  L'industria dei molini, costruzione, impianti, macinazione - 2 ed. rifatta - U. Hoepli Milano
- 1916 - L'industria dei Molini. 3. ed.riv. e rifatta a cura dell'ing. Celeste Malavasi -  editore U. Hoepli Milano
- 1924 -  L'industria dei molini. 4. ed. riv. e rifatta a cura dell'ing. G. Saldini - U. Hoepli Milano
- 1934 -  L'industria dei molini. 5. ed. riveduta e rifatta a cura di G. Saldini – U. Hoepli Milano
- Traduzioni
- 1920 - La industria molinera. Traduzione dalla 3 edizione di  Arturo Caballero - Gustavo Gili Barcellona